# بذرالبنج مشبک
بذرالبنج مشبک (نام علمی: Hyoscyamus  reticulatus) نام یک گونه از سرده بذرالبنج است.